# Genji: Days of the Blade
Genji: Days of the Blade — видеоигра в жанре hack and slash, разработанная Game Republic и изданная компанией Sony Computer Entertainment для игровой приставки Sony PlayStation 3.
Как и предыдущая игра Genji: Dawn of the Samurai, эта игра базируется на японской эпической истории о Минамото-но Ёсицунэ. 

## Сюжет
События игры происходят спустя три года после окончания Genji:Dawn of the Samurai. Клан Хейси, уничтоженный в конце предыдущей серии, возвращается и набирает силу. Его солдаты превращаются в могучих демонов благодаря тёмной магии. Ёсицунэ и его товарищу Бэнкэю придётся сразиться с восстановленной армией Хейси, в этот раз, однако, с помощью могущественных союзников — жрицы Сидзуки и таинственного солдата по имени Бусон.

## Геймплей
Геймплей обеих игр очень схож с капкомовской игрой Onimusha. Игрок управляет четырьмя персонажами.
Все четыре персонажа имеют собственную полоску жизни, однако игра прекращается если погибает один из бойцов, независимо от того, каковы показатели здоровья у остальных членов отряда.
В отличие от предыдущей игры все персонажи имеют доступ к оружию в реальном времени, таким образом нет задержек в бою.
Days of the Blade — одна из первых игр для Playstation 3, использующая встроенный жёсткий диск. Когда игра впервые загружается, поступает предложение сохранить большую часть игры на жёстком диске, опция, которая может значительно уменьшить время загрузок.

## Факты об игре
- Существует четыре разных версии игры:

Японская — озвучена японскими и английскими голосами, меню и субтитры также на японском
Американская — также озвучена японскими и английскими голосами, но кровь была удалена из игры и заменена на светлые искры
Китайская — японский и английские голоса, китайские и английские меню и субтитры. Подверглась той же цензуре, что и американская версия
Европейская — кровь в игре оставлена, японское и английское озвучивание и меню с субтитрами на разных европейских языках

## Рецензии
| Сводный рейтинг | Сводный рейтинг |
| Агрегатор       | Оценка          |
| --------------- | --------------- |
| GameRankings    | 57,09 %         |

- Famitsu — 29/40, хвалит графику и управление [2]
- Gamespot — 6.4/10, также выделяет графику и звук, однако считает игровой дизайн слабым[3]
- IGN — 6.0/10, считают игровой процесс не впечатляющим, но хорошо отзываются о графике и звуке [4]
- X-Play — 2/5, критикуют неудобное положение камеры

## Награды
Игра получила награду от IGN в номинации Лучший Художественный Дизайн на Playstation 3 в 2006